# 63. ročník udílení Oscarů
63. ročník udílení Oscarů proběhl 25. března 1991 ve Shrine Auditorium (Los Angeles) a udílel ocenění pro nejlepší filmařské počiny roku 1990. Udílely se ceny ve 23 kategoriích a producentem byl Gil Cates († 2011). Večer moderoval Billy Crystal.

## Nominace a vítězové
Vítězové v dané kategorii jsou uvedeni tučně.
| Nejlepší film | Nejlepší režie |
| --- | --- |
| Tanec s vlky - Čas probuzení - Duch - Kmotr III - Mafiáni | Kevin Costner – Tanec s vlky - Francis Ford Coppola – Kmotr III - Martin Scorsese – Mafiáni - Stephen Frears – Švindlíři - Barbet Schroeder – Zvrat štěstěny |
| Nejlepší herec | Nejlepší herečka |
| Jeremy Irons jako Claus von Bülow – Zvrat štěstěny - Kevin Costner jako John J. Dunbar – Tanec s vlky - Robert De Niro jako Leonard Lowe – Čas probuzení - Gérard Depardieu jako Cyrano z Bergeracu – Cyrano z Bergeracu - Richard Harris jako Bull McCabe – Pastvina                                       | Kathy Bates jako Annie Wilkes – Misery nechce zemřít - Anjelica Huston jako Lilly Dillon – Švindlíři - Julia Roberts jako Vivian Ward – Pretty Woman - Meryl Streep jako Suzanne Vale – Pohlednice z Hollywoodu - Joanne Woodward jako India Bridge – Pán a paní Bridgeovi |
| Nejlepší herec ve vedlejší roli | Nejlepší herečka ve vedlejší roli |
| Joe Pesci jako Tommy DeVito – Mafiáni - Bruce Davison jako David – Společník na dlouhé trati - Andy García jako Vincent Corleone – Kmotr III - Graham Greene jako Kicking Bird – Tanec s vlky - Al Pacino jako Alphonse Caprice – Dick Tracy                                                                | Whoopi Goldberg jako Oda Mae Brown – Duch - Annette Bening jako Myra Langtry – Švindlíři - Lorraine Bracco jako Karen Friedman Hill – Mafiáni - Diane Ladd jako Marietta Fortune – Zběsilost v srdci - Mary McDonnell – Tanec s vlky |
| Nejlepší původní scénář | Nejlepší adaptovaný scénář |
| Duch – Bruce Joel Rubin - Alice – Woody Allen - Avalon – Barry Levinson - Zelená karta – Peter Weir - Metropolitan – Whit Stillman | Tanec s vlky – Michael Blake - Čas probuzení – Steven Zaillian - Mafiáni – Nicholas Pileggi a Martin Scorsese - Švindlíři – Donald E. Westlake - Zvrat štěstěny – Nicholas Kazan |
| Nejlepší cizojazyčný film | |
| Journey of Hope (Švýcarsko) – Xavier Koller - Cyrano z Bergeracu (Francie) – Jean-Paul Rappeneau - Ju Dou (Čína) – Zhang Yimou a Yang Fengliang - Hrozná holka (Německo) – Michael Verhoeven - Otevřené dveře (Itálie) – Gianni Amelio                                                                      | |
| Nejlepší dokument | Nejlepší krátký dokument |
| American Dream – Barbara Kopple a Arthur Cohn - Berkeley in the Sixties – Mark Kitchell - Building Bombs – Mark Mori a Susan Robinson - Forever Activists: Stories from the Veterans of the Abraham Lincoln Brigade – Judith Montell - Waldo Salt: A Screenwriter's Journey – Robert Hillmann a Eugene Corr | Days of Waiting – Steven Okazaki - Burning Down Tomorrow – Kit Thomas - Chimps: So Like Us – Karen Goodman a Kirk Simon - Journey into Life: The World of the Unborn – Derek Bromhall - Rose Kennedy: A Life to Remember – Freida Lee Mock a Terry Sanders |
| Nejlepší krátký hraný film | Nejlepší krátký animovaný film |
| The Lunch Date – Adam Davidson - 12:01 PM – Hillary Ripps a Jonathan Heap - Bronx Cheers – Raymond De Felitta a Matthew Gross - Dear Rosie – Peter Cattaneo a Barnaby Thompson - Senzeni Na? – Bernard Joffa a Anthony E. Nicholas                                                                          | Pohodlíčko – Nick Park - Cesta na Měsíc – Nick Park - Cavallette – Bruno Bozzetto |
| Nejlepší hudba | Nejlepší píseň |
| Tanec s vlky – John Barry - Avalon – Randy Newman - Duch – Maurice Jarre - Havana – Dave Grusin - Sám doma – John Williams | „Sooner or Later (I Always Get My Man)“ – Stephen Sondheim – Dick Tracy - „Blaze of Glory“ – Jon Bon Jovi – Mladé pušky II - „I'm Checkin' Out“ – Shel Silverstein – Pohlednice z Hollywoodu - „Promise Me You'll Remember“ – Carmine Coppola, John Bettis – Kmotr III - „Somewhere in My Memory“ – John Williams, Leslie Bricusse – Sám doma                                                                                          |
| Nejlepší zvukové efekty | Nejlepší zvuk |
| Hon na ponorku – Cecelia Hall a George Watters II - Hráči se smrtí – Charles L. Campbell a Richard C. Franklin - Total Recall – Stephen Hunter Flick | Tanec s vlky – Jeffrey Perkins, Bill W. Benton, Gregory H. Watkins a Russell Williams II - Bouřlivé dny – Charles M. Wilborn, Donald O. Mitchell, Rick Kline a Kevin O'Connell - Dick Tracy – Thomas Causey, Chris Jenkins, David E. Campbell a Doug Hemphill - Hon na ponorku – Richard Bryce Goodman, Richard Overton, Kevin F. Cleary a Don Bassman - Total Recall – Nelson Stoll, Michael J. Kohut, Carlos Delarios a Aaron Rochin |
| Nejlepší výprava | Nejlepší kamera |
| Dick Tracy – Richard Sylbert a Rick Simpson - Cyrano z Bergeracu – Ezio Frigerio a Jacques Rouxel - Tanec s vlky – Jeffrey Beecroft a Lisa Dean - Kmotr III – Dean Tavoularis a Gary Fettis - Hamlet – Dante Ferretti a Francesca Lo Schiavo                                                                | Tanec s vlky – Dean Semler - Avalon – Allen Daviau - Dick Tracy – Vittorio Storaro - Kmotr III – Gordon Willis - Henry a June– Philippe Rousselot |
| Nejlepší masky | Nejlepší kostýmy |
| Dick Tracy – John Caglione Jr. a Doug Drexler - Cyrano z Bergeracu – Michèle Burke a Jean-Pierre Eychenne - Střihoruký Edward – Ve Neill a Stan Winston | Cyrano z Bergeracu – Franca Squarciapino - Avalon – Gloria Gresham - Tanec s vlky – Elsa Zamparelli - Dick Tracy – Milena Canonero - Hamlet – Maurizio Millenotti |
| Nejlepší střih | |
| Tanec s vlky – Neil Travis - Duch – Walter Murch - Kmotr III – Barry Malkin, Lisa Fruchtman a Walter Murch - Mafiáni – Thelma Schoonmaker - Hon na ponorku – Dennis Virkler a John Wright | |